# Etudes (Album)
Etudes ist ein Jazzalbum von Charlie Haden und Paul Motian mit der Pianistin Geri Allen. Die am 14. und 15. September 1987 in Sound Ideas Studios, New York City, entstandenen Aufnahmen erschienen 1988 auf Soul Note.

## Hintergrund
Mit den Aufnahmen zum Album Etudes begann die vier Jahre währende Zusammenarbeit des Bassisten Charlie Haden und des Schlagzeugers Paul Motian mit der jungen Pianistin Geri Allen. Zwei Jahre später folgte das Album In the Year of the Dragon (JMT) und Segments (DIW). Im Sommer 1989 trat Geri Allen mit Charlie Haden und Paul Motian auf dem Festival International de Jazz de Montréal auf; der Mitschnitt erschien 1997 auf dem Haden-Album The Montréal Tapes: with Geri Allen and Paul Motian (Verve). 1990 kam es zu einem gemeinsamen Auftritt im New Yorker Village Vanguard im Dezember 1990 (Live at the Village Vanguard, DIW 1991). Ihre Zusammenarbeit endete am 19. November 1991 mit einem Konzert in London in der Queen Elizabeth Hall.

## Titelliste
- Charlie Haden / Paul Motian Feat. Geri Allen: Etudes (Soul Note 121 162-2)[3]

1. Lonely Woman (Ornette Coleman) 9:55
2. Dolphy’s Dance (Geri Allen) 4:00
3. Sandino (Charlie Haden) 4:43
4. Fiasco (Paul Motian) 5:38
5. Etude II (Paul Motian) 2:07
6. Blues in Motion (Charlie Haden) 6:59
7. Silence (Charlie Haden) 6:36
8. Shuffle Montgomery (Herbie Nichols) 6:24
9. Etude I (Paul Motian) 2:12

## Rezeption
Scott Yanow verlieh dem Album in Allmusic viereinhalb Sterne und lobte die sensible, aber oft explorative Gruppenimprovisationen des sehr demokratisch organisierten Trios in mehreren Originalkompositionen der Mitglieder, außerdem in Versionen von Ornette Colemans „Lonely Woman“ und Herbie Nichols„“ „Shuffle Montgomery“ [ein Titel von dessen Blue-Note-Album The Prophetic Herbie Nichols, Vol. 2 von 1955]. Die Kommunikation zwischen diesen drei meisterhaften Spielern sei ziemlich beeindruckend.
Ethan Iverson wies darauf hin, dass Geri Allen sich speziell mit der Musik von Eric Dolphy beschäftigt habe. Ihre Komposition „Dolphy’s Dance“, die aus diesen Studien hervorging, bestehe aus zwei herrlichen Refrains vertrackter Rhythmusänderungen. In ihren frühen Jahren sei Allen der „Eric Dolphy des Klaviers“ gewesen, so der Autor. Dolphy konnte seine unerwarteten Passagen in jedem Kontext spielen und als Sideman jedes Album zu einem „Ereignis“ machen. Allen hatte auch diese Macht. Etudes, eigentlich eine [aufnahmetechnisch] bescheidene Soul-Note-Studiosession mit klarer und schnörkelloser Technik von Tonmeister Jon Rosenberg sei zu einem unbestreitbaren Meilenstein geworden. Ihre Fassung von „Lonely Woman“ sei die erste wirklich akzeptable Version von Ornette Colemans berühmtester Ballade mit Klavier. In seiner Art sei Etudes ein Album voller Hommagen: Während Ornette, Dolphy und Herbie Nichols direkt zitiert würden, seien offensichtlich auch die Geister von Thelonious Monk, Paul Bley und Andrew Hill anwesend. Was dieses Album außerdem so frisch erscheinen lasse, sei das Phänomen, wie wenig Bezug auf die Motian/Haden-Klavierlinie von Bill Evans oder Keith Jarrett bestehe – tatsächlich gebe es mehr Jarrett-Bezüge auf Geri Allens eigenen Alben.
Richard Cook und Brian Morton schrieben in 1993 in der sechsten Auflage des Penguin Guide to Jazz, Geri Allen sei offiziell Gastsolistin des Veteranenteams Haden/Motian gewesen, und habe die Etüden jedoch so sehr gelobt, dass sie zwar offiziell in die Freimaurerei eingeführt wurde, aber auch sofort die Frische und Spontanität verlor, die ihr Debütalbum von 1987 so beeindruckend gemacht hatte.
Nah Ansicht von Michael J. West (JazzTimes) sei Etudes auf dem Geri Allen offiziell „die niedrige Person am Totempfahl war“, wohl der Eckpfeiler beim Ruf der Pianistin. Ebenso markiere „Dolphy’s Dance“ ihre Ankunft als wichtige Komponistin. Mehr als 30 Jahre später wirke diese Aufführung erstaunlich und zeige, warum sie den Löwenanteil der Aufmerksamkeit auf dieses Album gelenkt hat. Der Monk- und, ja, Dolphy-artige Surrealismus sei von jedem Standpunkt aus klar – aber auch Bud Powell, Duke Ellington, Mary Lou Williams und Art Tatum offenbarten sich hier. So auch der Blues in der Sprache ihrer vorbeiziehenden Akkorde und melodischen Mittel. Die Dichte des Trios sei phänomenal, lobte der Autor.
Ethan Iverson schrieb, obwohl das Allen/Haden/Motian-Trio noch mehrere weitere Platten aufnehmen und auf großen Festivals touren sollte, konnte nichts davon Etudes in Bezug auf Frische und ungezwungene Mischung der drei eigenwilligen Größen übertreffen.